# Geodia auroristella
Geodia auroristella är en svampdjursart som beskrevs av Arthur Dendy 1916. Geodia auroristella ingår i släktet Geodia och familjen Geodiidae.
Artens utbredningsområde är havet kring Seychellerna. Inga underarter finns listade i Catalogue of Life.